# تشيتشوار بوجارا
تشيتشوار بوجارا (من مواليد 25 يناير 1988) هو لاعب كريكيت هندي وهو قائد نادي مقاطعة ساسكس للكريكيت في بطولة المقاطعة. يلعب لصالح سوراشترا في لعبة الكريكيت المحلية الهندية. يشتهر بوجارا بأسلوب الضرب المنضبط الذي جعله جزءًا لا يتجزأ من فريق الاختبار الهندي لأكثر من عقد من الزمان. كان ضربه الممتاز أحد الأسباب الرئيسية لفوز الهند بأول فوز لها على الإطلاق في سلسلة الاختبارات في أستراليا.
لقد كان جزءًا من فريق الهند الذي قام بجولة في إنجلترا في صيف 2010 وكان أعلى هداف في الجولة. في أكتوبر 2011، منحته غرفة تجارة وصناعة البحرين عقدًا وطنيًا من الدرجة D. كان معروفًا بامتلاكه أسلوبًا سليمًا ومزاجًا مطلوبًا للعب أدوار طويلة، وكان أحد المتنافسين على مكان في الترتيب المتوسط الهندي بعد تقاعد راهول درافيد وفي في إس لاكسمان. وكان جزءًا من فريق تشيناي سوبر كينغز الفائز ببطولة IPL 2021.